# Mark Sanger
Mark Sanger (Londra, 13 gennaio 1974) è un montatore inglese.
Nel 2014 ha ottenuto il Premio Oscar per il miglior montaggio per il suo lavoro in Gravity condiviso con Alfonso Cuarón. Grazie a questo film ha vinto molti altri premi come il Chicago Film Critics Association e il Broadcast Film Critics Association.
Tra l'altro ha realizzato il montaggio degli effetti visivi di importanti film come I figli degli uomini (2006), Troy (2004), La fabbrica di cioccolato (2005), Mowgli - Il figlio della giungla (2018) e Pokémon: Detective Pikachu (2019)